# Armando Trovajoli

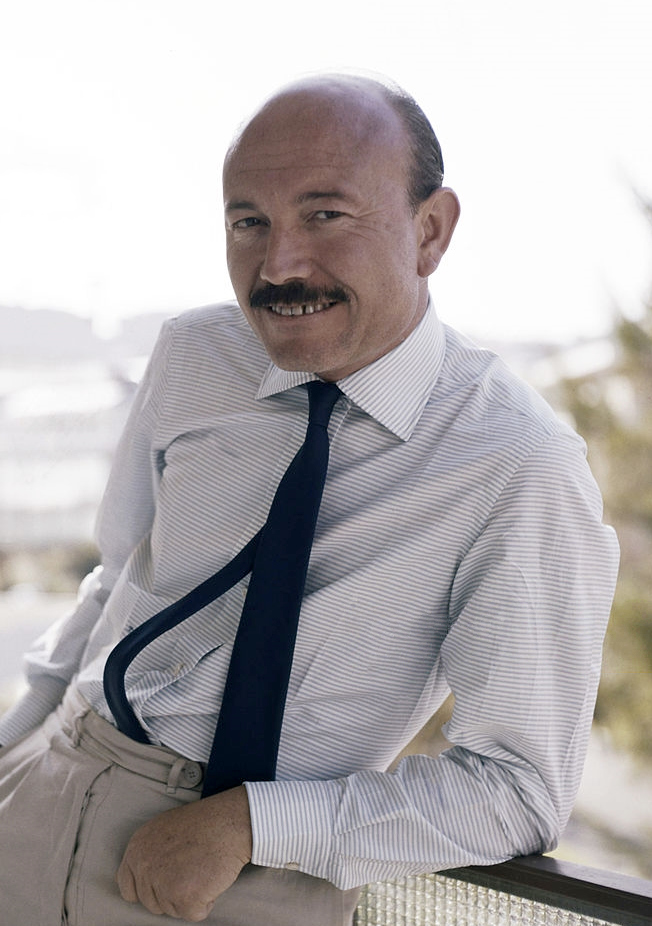
Armando Trovajoli (1960)

Armando Trovajoli (auch Trovaioli; * 2. September 1917 in Rom; † 28. Februar 2013 ebenda) war ein italienischer Pianist und Filmkomponist. Für über 200 Filme wirkte er als Komponist und/oder musikalischer Leiter, darunter viele Jazz-Instrumentationen für Filme der Commedia all’italiana. Er arbeitete mit Vittorio De Sica bei einigen Projekten zusammen, darunter seinem Teil von Boccaccio '70. Daneben ist er Autor einiger bekannter italienischer Musicals der letzten fünfzig Jahre wie Rugantino und Aggiungi un posto a tavola. Trovajoli war der Ehemann der Schauspielerin Pier Angeli.

## Leben
Als Kind zeigte sich bereits sein musikalisches Talent. Er wurde von seinem Vater (Violinist) an die Musik herangeführt. Es folgte eine Klavier- und Kompositionsausbildung am Musik-Konservatorium in St. Cecilia in Rom. 1937 wurde er für das Orchester Rocco Grasso als Pianist für Klassik engagiert. 1939 spielte er mit dem Orchester Sesto Carlini, einer der führenden italienischen Jazz-Formationen. 1944 gründete er eine Gruppe nach dem Vorbild des Sextetts von Benny Goodman. Dann studierte er  an der Accademia Nazionale di Santa Cecilia, einer der renommiertesten italienischen Musikhochschulen, in Rom, wo er 1948 seinen Abschluss machte. 
1949 wurde er ausgewählt, um Italien beim Festival du Jazz de Paris zu repräsentieren. Hier spielte er zusammen mit Gorni Kramer (Kontrabass) und Gilberto Cuppini (Schlagzeug). Im Jahr 1950 nahm er als Leiter von Trios mit Franco Cerri und dem Schlagzeuger Paolo Tagliaferri sowie mit Cuppini und Roberto Nicolosi auf; einige Platten wurden unter dem Titel Musica per i vostri sogni (= Musik für Ihre Träume) veröffentlicht. Zudem sollte die Aufnahme von Eclipse, die in Zusammenarbeit mit Piero Morgan (= Piero Piccioni) entstand, den Italienern Jazz-Klavier kombiniert mit einem Streichorchester näher bringen. Außerdem machte er Aufnahmen mit Django Reinhardt, Stephane Grappelli, Toots Thielemans und Flavio Ambrosetti. Von 1956 bis 1958 leitete er ein Orchester der RAI, das u. a. Arrangements von Bill Russo und Bill Holman spielte; zu seinen Begleitern gehörten Cuppini und Oscar Valdambrini. Sein Spiel ist zudem auf Pick Yourself Up (1959, RCA LPM10019) zu hören. 
Daneben hatte Trovajoli begonnen, sich unter dem Pseudonym Vatro als Autor von Liedern wie È l’alba (= Es ist die Dämmerung) oder Dimmi un po' Sinatra (= Erzähl mir ein wenig Sinatra) zu betätigen. 1952 wurde er von Alberto Lattuada verpflichtet, die Musik zum Soundtrack von Anna zu schreiben. Darunter war dann der Welthit El Negro Zumbon.
Im selben Jahr spielte Trovajoli ein Konzert mit Musik von George Gershwin unter der Leitung von Artur Rodziński im Theater in San Carlo in Neapel und unter Willy Ferrero in der Maxentiusbasilika in Rom. 1953 schrieb er die Musik für den Film Due notti con Cleopatra- (Zwei Nächte mit Cleopatra). 
1962 komponierte er die Musik für die musikalische Komödie Rugantino von G & G. Pietro Garinei und Sandro Giovannini waren von 1958 an die beiden großen Impessario des italienischen Showbusiness. Von 1952 bis 1978 produzierten sie ihre gemeinsam geschriebenen Stücke. 
Auch hatte er Erfolge mit Ciao Rudy sowie Aggiungi un posto a tavola, die Iaia Fiastri schrieb und 1975 in Turin uraufgeführt wurde. Der oft gehörte Song Rugantino, Roma, nun fa' la stupida stasera wurde ebenfalls weltweit beachtet. Als Komponist für Filmmusik macht er sich einen Namen und arbeitete  mit den Regisseuren Vittorio De Sica, Marco Vicario, Dino Risi, Mario Monicelli, Luigi Magni und Ettore Scola häufig zusammen.
Im italienischen Rundfunk und Fernsehen dirigierte er die Orchester für Jazz und leichte Musik. 
In Deutschland wurde Aggiungi un posto a tavola 1977 am Theater des Westens Berlin frei nach After me the delunge von David Forrest, von Peter Turrini  übersetzt, von Karl Vibach unter dem Titel Himmel, Arche und Wolkenbruch neu verfasst, Liedtexte mit der Musik von Trovajoli von Peter Orthofer ins Deutsche gesetzt, und das Werk mit Freddy Quinn als Don Silvestro und Silvia Anders als Angelina erstaufgeführt.
1962 heiratete er die Schauspielerin Pier Angeli. Mit dieser hat er einen Sohn, Andrea Howard. Die Ehe wurde 1968 geschieden. Er heiratete in zweiter Ehe Mariapaola, die Mutter seines zweiten Sohnes Georg.

## Filmografie (Auswahl)
- 1955: Der Wunderknabe (Bravissimo)
- 1960: Und dennoch leben sie (La ciociara)
- 1961: Maciste und die Königin der Nacht (Maciste l'uomo più forte del mondo)
- 1961: Vampire gegen Herakles (Ercole al centro della terra)
- 1961: Die großen Spiele (La grande olimpiade) (Dokumentarfilm)
- 1962: Boccaccio 70
- 1962: Zehn Italiener für einen Deutschen (Dieci italiani per un tedesco (Via Rasella))
- 1963: Der Ehekandidat (La visita)
- 1963: Gestern, heute und morgen (Ieri, oggi e domani) (& Darsteller)
- 1963: I mostri
- 1964: Der Donnerstag (Il giovedì)
- 1964: Frivole Spiele (Se permettete parliamo di donne)
- 1964: Hochzeit auf italienisch (Matrimonio all’italiana)
- 1965: Casanova ’70
- 1965: 7 goldene Männer (7 uomini d'oro)
- 1966: Unser Boß ist eine Dame (Operazione San Gennaro)
- 1966: Das Superding der 7 goldenen Männer (Il grande colpo dei 7 uomini d'oro)
- 1967: Der lange Tag der Rache (I lunghi giorni della vendetta)
- 1968: Der Coup der 7 Asse (Sette volte sette)
- 1968: Riusciranno i nostri eroi a ritrovare l’amico misteriosamente scomparso in Africa?
- 1970: Die Frau des Priesters (La moglie del prete)
- 1970: Eifersucht auf italienisch (Dramma della gelosia)
- 1972: Die schönste Soirée meines Lebens (La più bella serata della mia vita)
- 1974: Der Duft der Frauen (Profumo di donna)
- 1976: Ab morgen sind wir reich und ehrlich
- 1976: Feuerstoß (Una Magnum special per Tony Saitta)
- 1976: Die Schmutzigen, die Häßlichen und die Gemeinen (Brutti, sporchi e cattivi)
- 1977: Ein besonderer Tag (Una giornata particolare)
- 1977: Das rote Zimmer (La stanza del vescovo)
- 1980: Die Terrasse (La terrazza)
- 1982: Flucht nach Varennes (La Nuit de Varennes)
- 1987: Die Familie (La famiglia)
- 1998: La cena

## Auszeichnungen
- 2007: Sonderpreis David di Donatello für seine Karriere
- 1995: Kommandeur des Verdienstordens der Italienischen Republik
- 2000: Großkreuz des Verdienstordens der Italienischen Republik

## Lexikalischer Eintrag
- Adriano Mazzoletti: Trovajoli, Armando. New Grove Dictionary of Jazz 2002 (Oxford Music Online)